# Барцола (Варезе)
Барцола је насеље у Италији у округу Варезе, региону Ломбардија.
Према процени из 2011. у насељу је живело 325 становника. Насеље се налази на надморској висини од 239 м.